# Entomyzon albipennis
Entomyzon albipennis, "vitfjädrad honungsfågel", är en fågelart i familjen honungsfåglar inom ordningen tättingar. Den betraktas oftast som underart till blåkindad honungsfågel (Entomyzon cyanotis), men urskiljs sedan 2016 som egen art av Birdlife International och IUCN.
Fågeln förekommer i norra Australien från Kimberley i Western Australia till nordvästra Queensland. Den kategoriseras av IUCN som livskraftig.